# ماريون (مسيسيبي)
ماريون (بالإنجليزية: Marion, Mississippi)‏ هي بلدة تقع في مقاطعة لودرديل (ميسيسيبي) بولاية مسيسيبي في الولايات المتحدة. تبلغ مساحتها 7.6 (كم²)، وترتفع عن سطح البحر 112 م، بلغ عدد سكانها 1305 نسمة في عام 2000 حسب إحصاء مكتب تعداد الولايات المتحدة وتصل الكثافة السكانية فيها 173.2 نسمة/كم2.

## التركيبة السكانية
حدّد مكتب تعداد الولايات المتحدة بيانات التركيبة السكانية لماريون في تعداد الولايات المتحدة. في ما يلي، التركيبة السكانية حسب تعدادي 2000 و2010.

### تعداد عام 2000
بلغ عدد سكان ماريون 1,305 نسمة بحسب تعداد عام 2000، وبلغ عدد الأسر 468 أسرة وعدد العائلات 325 عائلة مقيمة في البلدة. في حين سجلت الكثافة السكانية 172.4 نسمة لكل كيلومتر مربع (446.5/ميل2). وبلغ عدد الوحدات السكنية 555 وحدة بمتوسط كثافة قدره 73.3 لكل كيلومتر مربع (189.8/ميل2).
وتوزع التركيب العرقي للبلدة بنسبة 52.87% من البيض و45.82% من الأمريكيين الأفارقة و0.23% من الأمريكيين الأصليين و0.31% من الأمريكيين ذوي الأصول الآسيوية و0.15% من الأعراق الأخرى و0.61% من عرقين مختلطين أو أكثر و1.69% من الهسبانيون أو اللاتينيون من أي عرق.
بلغ عدد الأسر 468 أسرة كانت نسبة 45.3% منها لديها أطفال تحت سن الثامنة عشر تعيش معهم، وبلغت نسبة الأزواج القاطنين مع بعضهم البعض 37.2% من أصل المجموع الكلي للأسر، ونسبة 28% من الأسر كان لديها معيلات من الإناث دون وجود شريك، بينما كانت نسبة 4.3% من الأسر لديها معيلون من الذكور دون وجود شريكة وكانت نسبة 30.6% من غير العائلات. تألفت نسبة 25% من أصل جميع الأسر من عدة أفراد يعيشون في نفس المنزل ونسبة 6.4% كانت تتألف من شخص يعيش بمفرده يبلغ من العمر 65 عاماً أو أكثر. وبلغ متوسط حجم الأسرة المعيشية 2.50، أما متوسط حجم العائلات فبلغ 3.00.
بلغ العمر الوسطي للسكان 30.9 عاماً. وكانت نسبة 28.4% من القاطنين تحت سن الثامنة عشر، وكانت نسبة 11.3% بين الثامنة عشر والرابعة والعشرين عاماً، ونسبة 27.4% كانت واقعةً في الفئة العمرية ما بين الخامسة والعشرين والرابعة والأربعين عاماً، ونسبة 16.3% كانت ما بين الخامسة والأربعين والرابعة والستين، ونسبة 6.4% كانت ضمن فئة الخامسة والستين عاماً فما فوق. يوجد لكل 100 أنثى 76.5 ذكر، ويوجد لكل 100 أنثى في الثامنة عشر من عمرها فما فوق 69.5 ذكر.
بلغ متوسط دخل الأسرة في البلدة 26,413 دولارًا، أما متوسط دخل العائلة فبلغ 28,438 دولارًا. وكان متوسط دخل الذكور 27,778 دولارًا مقابل 17,303 دولارًا للإناث. وسجل دخل الفرد الخاص بالبلدة 10,504 دولارًا. وكانت نسبة 30.5% من العائلات ونسبة 32.8% من السكان تحت خط الفقر، وكان من هؤلاء نسبة 50.1% تحت سن الثامنة عشر ونسبة 20.5% في الخامسة والستين من العمر وما فوق.

### تعداد عام 2010
بلغ عدد سكان ماريون 1,479 نسمة بحسب تعداد عام 2010، وبلغ عدد الأسر 628 أسرة وعدد العائلات 422 عائلة مقيمة في البلدة. في حين سجلت الكثافة السكانية 195.4 نسمة لكل كيلومتر مربع (506.1/ميل2). وبلغ عدد الوحدات السكنية 700 وحدة بمتوسط كثافة قدره 92.5 لكل كيلومتر مربع (239.6/ميل2).
وتوزع التركيب العرقي للبلدة بنسبة 48.21% من البيض و48.48% من الأمريكيين الأفارقة و0.34% من الأمريكيين الأصليين و1.35% من الأمريكيين ذوي الأصول الآسيوية و0.41% من الأعراق الأخرى و1.22% من عرقين مختلطين أو أكثر و3.04% من الهسبانيون أو اللاتينيون من أي عرق.
بلغ عدد الأسر 628 أسرة كانت نسبة 40.1% منها لديها أطفال تحت سن الثامنة عشر تعيش معهم، وبلغت نسبة الأزواج القاطنين مع بعضهم البعض 33.9% من أصل المجموع الكلي للأسر، ونسبة 28.8% من الأسر كان لديها معيلات من الإناث دون وجود شريك، بينما كانت نسبة 4.5% من الأسر لديها معيلون من الذكور دون وجود شريكة وكانت نسبة 32.8% من غير العائلات. تألفت نسبة 27.4% من أصل جميع الأسر من عدة أفراد يعيشون في نفس المنزل ونسبة 6.2% كانت تتألف من شخص يعيش بمفرده يبلغ من العمر 65 عاماً أو أكثر. وبلغ متوسط حجم الأسرة المعيشية 2.36، أما متوسط حجم العائلات فبلغ 2.83.
بلغ العمر الوسطي للسكان 30.9 عاماً. وكانت نسبة 27.6% من القاطنين تحت سن الثامنة عشر، وكانت نسبة 11% بين الثامنة عشر والرابعة والعشرين عاماً، ونسبة 30.6% كانت واقعةً في الفئة العمرية ما بين الخامسة والعشرين والرابعة والأربعين عاماً، ونسبة 22.4% كانت ما بين الخامسة والأربعين والرابعة والستين، ونسبة 8.4% كانت ضمن فئة الخامسة والستين عاماً فما فوق. وتوزع التركيب الجنسي للسكان بنسبة 43.2% ذكور و56.8% إناث.

## أعلام
- أوسكار لي غراي

## وصلات خارجية
- The US50 - Cities and Towns in Mississippi State
- Mississippi Cities and Towns, Facts, Map, Flag, Colleges, Government, and More